# مقاطعة سيوارد (نبراسكا)
مقاطعة سيوارد (بالإنجليزية: Seward County)‏ هي إحدى مقاطعات ولاية نبراسكا في الولايات المتحدة الأمريكية.